# Цифровые отпечатки
В информатике, метод сличения информации с помощью цифровых отпечатков представляет собой процедуру, которая сопоставляет сколь угодно большие сущности данных (например, компьютерный файл), даже в случаях, когда его содержимое было частично изменено, удалено или изменён порядок его следования. Данный метод используется например в целях защиты от утечки данных и дедупликации данных.